# Cao Diên Tông
Cao Diên Tông (tiếng Trung: 高延宗; bính âm: Gāo Yánzōng, ?- 577), thường được biết đến với tước hiệu An Đức vương (安德王), là một hoàng thân của triều đại Bắc Tề trong lịch sử Trung Quốc. Ông đã xưng đế vào năm 577 trong bối cảnh hoàng đế Cao Vĩ chạy trốn, song Cao Diên Tông đã thất bại trước quân Bắc Chu ba ngày sau đó. Các sử gia truyền thống thường không xem ông là hoàng đế của Bắc Tề.

## Tiểu sử
Cao Diên Tông là người con trai thứ năm của Cao Trừng- người từng nắm quyền cai quản đại chính Đông Ngụy, và là em trai ruột của đại danh tướng nổi tiếng nhất thời Nam - Bắc triều là Lan Lăng vương Cao Trường Cung. Mẹ của Cao Diên Tông là một người thiếp của Cao Trừng và mang họ Trần, trước đó bà là thiếp của Quảng Dương vương Nguyên Đam (元湛). Do Cao Trừng bị nô bộc là Lan Kinh sát hại vào năm 549, Cao Diên Tông được thúc phụ là Cao Dương nuôi nấng, Cao Dương đã tiếm vị Đông Ngụy Hiếu Tĩnh Đế vào năm 550, lập ra triều Bắc Tề còn bản thân trở thành Văn Tuyên Đế. Văn Tuyên Đế được mô tả là yêu mến Cao Diên Tông đến nỗi khi Cao Diên Tông đã 11 tuổi, hoàng đế vẫn để Cao Diên Tông cưỡi mình khi chơi đùa. Vào năm 555 hoặc trước đó, Văn Tuyên Đế đã hỏi xem Cao Diên Tông muốn được phong tước vương nào, Cao Diên Tông đã hồi đáp: "Thần muốn trở thành Xung Thiên vương". Thừa tướng Dương Âm (楊愔) giải thích rằng trên trần không có quận nào như vậy, và theo đề xuất của Dương Âm, Văn Tuyên Đế đã phong cho Cao Diên Tông làm An Đức vương vào năm 555.
Trong thời gian trị vì của một thúc phụ khác là Hiếu Chiêu Đế, ông trở thành thứ sử của Định châu (定州, nay gần tương ứng với Bảo Định, Hà Bắc). Ông bị cáo buộc đã lạm dụng thuộc hạ của mình, gồm cả hành vi đi đại tiện ở tầng trên và buộc một người nào đó phải ở tầng dưới để dùng miệng mình hứng phân, hay trộn phân với thịt lợn rồi đưa cho người khác ăn, những ai không thể ăn sẽ bị đánh. Khi Hiếu Chiêu Đế biết chuyện, ông ta đã phái Triệu Đạo Đức (趙道德) đến Định châu để phạt đánh Cao Diên Tông 100 gậy. Do Cao Diên Tông không tiếp nhận hình phạt với thái độ tốt, Triệu Đạo Đức đã đánh thêm 30 gậy nữa. Cao Diên Tông cũng được biết đến với việc thử độ sắc của kiếm bằng cách chém người, và tha cho các hành vi lạm dụng của các thuộc hạ. Trong thời gian trị vì của một thúc phụ khác là Vũ Thành Đế, hoàng đế đã cử sứ giả đến phạt đánh ông vì các hành vi lạm dụng này và hành quyết chín trong số các trợ thủ của ông. Sau đó, Cao Diên Tông ân hận về những hành vi của mình và thay đổi. Năm 566, khi Vũ Thành Đế tra tấn tam ca của Cao Diên Tông là Hà Gian vương Cao Hiếu Uyển (高孝琬) đến chết, Cao Diên Tông đã vô cùng thương tiếc, ông đã làm một hình nộm Vũ Thành Đế và đánh vào nó, nói rằng "Tại sao lại giết tam ca của ta?". Khi các nô bộc của ông báo tin này cho Vũ Thành Đế, Vũ Hành Đế đã cho đánh Cao Diên Tông 100 gậy, suýt khiến ông vong mạng. Tuy nhiên, sau đó Cao Diên Tông vẫn được kinh qua một số chức vụ quan trọng. Năm 569, sau khi Vũ Thành Đế qua đời, ông là một trong những người cố thuyết phục hoàng đế Cao Vĩ và Hồ thái hậu loại bỏ chức vụ của Hòa Sĩ Khai (和士開)- sủng thần của Vũ Thành Đế, song cuối cùng đã không thành công. Sang năm 571, sau khi em trai Cao Vĩ là Cao Nghiễm (高儼) giết chết Hòa Sĩ Khai trong một cuộc chính biến, Cao Diên Tông đã cùng với thứ huynh là Quảng Ninh vương Cao Hiếu Hành (高孝珩) cố gắng khuyến khích Cao Nghiễm có hành động đi xa hơn để đoạt lấy quyền lực, song Cao Nghiễm đã lưỡng lự để rồi bị đánh bại và bị giết.

## Xưng đế
Năm 576, Bắc Chu Vũ Đế tiến hành một chiến dịch tấn công lớn vào Bắc Tề, chiếm được Bình Dương (平陽, nay thuộc Lâm Phần, Sơn Tây). Cao Vĩ sau đó đã dẫn một đại quân đến để cố tái chiếm Bình Dương- lúc này do tướng Lương Sĩ Ngạn (梁士彥) của Bắc Chu trấn thủ, Cao Diên Tông đã tham gia vào chiến dịch này dưới quyền Cao Vĩ. Khi Bắc Chu Vũ Đế đem quân đến để cố giải vây cho Bình Dương vào hoảng tết năm 577, Cao Vĩ đã giao chiến với Vũ Đế. Tuy nhiên, một thời gian ngắn sau khi bắt đầu cuộc chiến, sủng phi của Cao Vĩ là Phùng Tiểu Liên và sủng thần Mục Đề Bà (穆提婆) đã trở nên yếu bóng vía và thuyết phục Cao Vĩ chạy trốn, khiến quân Bắc Tề sụp đổ. Tuy nhiên, Cao Diên Tông không chịu tổn hại nào và đã có thể rút về bồi đô Tấn Dương (晉陽, nay thuộc Thái Nguyên, Sơn Tây), nơi Cao Vĩ đã chạy trốn đến. Khi Cao Vĩ nói với Cao Diên Tông rằng ông ta có kế hoạch chạy tiếp đến Sóc châu (朔州, nay gần tương ứng với Sóc Châu, Sơn Tây), Cao Diên Tông đã khóc và cố gắng khuyến khích hoàng đế phòng thủ Tấn Dương, song Cao Vĩ đã không nghe theo.
Hai ngày sau đó, khi quân Bắc Ngụy tiếp cận Tấn Dương, Cao Vĩ đã phong cho Cao Diên Tông làm thứ sử của Tĩnh châu (并州, gần tương ứng với Thái Nguyên ngày nay) và giao cho ông phụ trách tàn quân trong vùng, có ý muốn chạy đến Sóc châu, song sau đó đã trở về kinh đô Nghiệp thành.
Trong khi đó, các tướng tại Tấn Dương đều khuyến khích Cao Diên Tông xưng đế, họ nói rằng nếu ông không làm như vậy thì họ sẽ không giao chiến và chết vì ông. Một ngày sau khi Cao Vĩ rời khỏi Tấn Dương, Cao Diên Tông đã chấp thuận và xưng đế. Khi ông làm điều này, thần dân ở khu vực xung quanh đều đến hỗ trợ ông, và ông đã cho mở ngân khố của Cao Vĩ ở Tấn Dương và thưởng châu báu cho binh lính, cùng với thị nữ ở cung Tấn Dương. Ông cũng tịch thu tài sản các hoạn quan được Cao Vĩ sủng ái. Sử sách chép rằng Cao Diên Tông đã đến thăm hỏi binh lính và bắt tay họ, nói về mình bằng tên húy, nhằm nâng cao tinh thần chiến đấu. Trong khi đó, ông cử sứ giả đến chỗ thúc phụ là Nhâm Thành vương Cao Giai (高湝), nói rằng ông xưng đế không vì động cơ cá nhân và rằng Cao Giai nên trở thành hoàng đế. Tuy nhiên, Cao Giai đã không chấp thuận lời đề nghị của Cao Diên Tông, thay vào đó lại bắt giữ sứ giả của Cao Diên Tông và giải đến chỗ Cao Vĩ.
Ngày hôm sau, quân Bắc Chu đến và tiến hành bao vây Tấn Dương. Mặc dù có thân hình béo phì, song Cao Diên Tông đã đích thân giao chiến, và mặc dù ông đã có một số thành công về mặt cá nhân, song các tướng mà ông cho trấn thủ đông môn là Hòa A Can Tử (和阿干子) và Đoàn Sướng (段暢) đã hàng Bắc Chu, khiến Vũ Đế có thể tiến vào thành. Tuy nhiên, khi Vũ Đế làm vậy, Cao Diên Tông đã tiến hành một cuộc tấn công ác liệt, khiến quân Bắc Chu phải chịu một thất bại thảm hại. Vũ Đế cũng gần như vong mạng, song đã có thể rút ra khỏi thành. Cao Diên Tông nghĩ rằng Vũ Đế đã chết và cho tìm kiếm thi thể, song đã không thể tìm thấy. Trong khi đó, các binh lĩnh của ông lại uống rất nhiều rượu để ăn mừng chiến thắng và đã không thể tập hợp lại.
Hai ngày sau đó, Vũ Đế tái tập hợp quân lính và lại tấn công đông môn của Tấn Dương và đã có thể chọc thủng nó. Cao Diên Tông tiến hành kháng cự, song đã kiệt sức và sau đã chạy trốn. Quân Bắc Chu đã đuổi theo và bắt được ông. Vũ Đế đã xuống ngựa và đích thân bắt tay Cao Diên Tông. Ban đầu, Cao Diên Tông từ chối, nói rằng: "Sao một kẻ đã chết có thể ở gần sát bậc tôn quý?" Vũ Đế đáp lại, ngầm công nhận tuyên bố xưng đế của Cao Diên Tông, "Thiên tử lưỡng quốc chiến đấu không ngoài oán thù song đúng hơn là chỉ vì bách tính. Đừng lo sợ, ta nhất định không làm hại ngươi." Vũ Đế bắt Cao Diên Tông phải thay thường phục và đối đãi với Cao Diên Tông một cách tôn trọng, hỏi Cao Diên Tông làm sao để có thể chiếm được Nghiệp thành. Ban đầu, Cao Diên Tông từ chối trả lời, song sau đó đã nói rằng: "Quả nhân không biết những gì sẽ xảy ra nếu Nhâm Thành vương cứu viện và thủ thành, song nếu đích thân Hậu Chủ thủ Nghiệp đô, đương binh thậm chí sẽ không thấy máu trên gươm của họ."

## Qua đời
Đúng như dự tính của Cao Diên Tông, Cao Vĩ đã bỏ Nghiệp thành và chạy về phía nam, song cuối cùng vẫn bị quân Bắc Chu bắt được và giải đến chỗ Vũ Đế. Bắc Chu thôn tính Bắc Tề và đưa Cao Vĩ cùng các thành viên hoàng tộc họ Cao trước đây, bao gồm cả Cao Diên Tông, quay trở về kinh thành Trường An. Vũ Đế phong cho Cao Vĩ làm Ôn công và đã trao tặng cho hơn 30 thân vương của họ Cao các tước hiệu cao quý, song không có ghi chép về tước hiệu của Cao Diên Tông. Khi Vũ Đế mời họ trong một bữa tiệc và lệnh cho Cao Vĩ nhảy, Cao Diên Tông đã rất buồn đến nỗi ông muốn tự vẫn bằng thuốc độc, song các nô bộc đã ngăn ông lại.
Vào mùa đông năm 577, do lo sợ mối nguy đến từ họ Cao, Vũ Đế đã cho thảm sát họ. Vũ Đế vu cáo Cao Vĩ âm mưu cùng Mục Đề Bà nổi dậy, và lệnh cho Cao Vĩ cùng các thành viên khác của họ Cao phải tự sát. Nhiều thành viên của họ Cao đã gào thét và kêu mình vô tội, cầu xin được tha, song Cao Diên Tông đã cuộn ống tay áo lại và khóc, không nói điều gì. Những người hành hình đã cho thuốc độc vào miệng để giết chết ông. Năm 578, Lý phi làm lễ khâm liệm và chôn cất ông.